# Казираги, Пьер
Пьер Ренье Стефано Казираги (фр. Pierre Rainier Stefano Casiraghi; род. 5 сентября 1987) — второй сын принцессы Каролины Гримальди и её второго мужа Стефано Казираги. Внук князя Монако Ренье III. Занимает восьмое место в линии наследования трона Монако.

## Биография
Пьер родился 5 сентября 1987 года в Монте-Карло, Монако. Его мать принцесса Монако Каролина Гримальди, отец Стефано Казираги — известный итальянский спортсмен, бизнесмен. У него есть старший брат Андреа Казираги и две сестры: Шарлотта Казираги и Александра Ганноверская. Его отец разбился на катере на соревнованиях в 1990 году.
Пьер учился в Университете Боккони.
Увлекается парусным спортом.

## Личная жизнь
С 25 июля 2015 года Пьер женат на итальянской аристократке и журналистке Беатриче Борромео, с которой он встречался 7 лет до их свадьбы. У супругов есть два сына — Стефано Эрколе Карло Казираги (род. 28.02.2017) и Франческо Карло Альберт Казираги (род. 21.05.2018).